# Дамбраускас, Ромас
Ро́мас Дамбра́ускас (лит. Romas Dambrauskas) — литовский поп-музыкант.

## Биография
Ромас Дамбраускас родился 5 ноября 1960 года в Литве, в г. Мажейкяй. Музыкой увлекся в шестом классе. В седьмом классе начал играть на школьных вечерах, сочинять песни — в восьмом. Играл в ансамбле Шяуляйского политехникума. Служил в армии на Украине, где писал песни и на русском языке.
В 1982 году, придя из армии, Дамбраускас решил вернуться на сцену. Первым серьёзным шагом был эстрадный ансамбль Мажейкского дома культуры под руководством Антанаса Даргиса (сейчас группа «Sekmadienis»). После нескольких лет в этой группе Дамбраускас создал свою — «Auditorija». Ещё через несколько лет был приглашён в группу «Raktas». С этой группой выступал до осени 1991 года. В январе 1998 года с Дамбраускасом начали работать ударник Кястутис Гасцявичюс, гитарист Гинтарас Шулинскас и клавишник Йонас Шопа. Уже самый первый альбом «Krantas» («Берег») этой группы в декабре 2000 года получил высшую оценку слушателей.
Дамбраускас участвовал в международных фестивалях и концертах в Турции, Литве, Германии и на Мальте. Выпустил 11 студийных альбомов.

## Дискография
- Princesei (1993)
- Audio reisas (1994)
- Pakeisk pasaulį (1996)
- Kolekcija (1996)
- Kolekcija 2 (1997)
- Krantas (2000)
- Romantiškas sezonas (2001)
- Tarp ledo ir ugnies (2003)
- Cafe «Emigrant» (2006)
- Talismanas (2008)
- Atvirai (2009)

В 2005 году был выпущен сборник 20 metų scenoje. Geriausios dainos («20 лет на сцене. Лучшие песни»).